# Raphael Beck
Raphael Beck (* 6. März 1992 in Düsseldorf) ist ein deutscher Badmintonspieler.

## Karriere
Raphael Beck nahm 2010 im Herrendoppel, Herreneinzel und im Mixed an den Badminton-Juniorenweltmeisterschaften teil. Seit der Saison 2011/2012 spielt er mit dem TV Refrath in der 1. Badminton-Bundesliga. Internationale Starts folgten bei den Italian International 2011, den French International 2012, den Portugal International 2012, den Irish International 2012, den Swiss International 2012, den Scottish Open 2012 und den Turkey International 2012. 2013 startete er bei den German Open. 2014 gewann er gemeinsam mit Andreas Heinz die Mauritius International. Bei den ersten Europaspielen 2015 in Baku gewann Beck an der Seite von Kira Kattenbeck sowie Heinz jeweils die Bronzemedaille.
2016 wurde Beck im Doppel mit Peter Käsbauer deutscher Meister ebenso wie 2017. Im gleichen Jahr siegte er auch im Mixed mit Carla Nelte. Ende 2017 beendete Beck seine internationale Karriere im Alter von 25 Jahren. 2019 erreichte er mit Isabel Herttrich bei den Deutschen Meisterschaften den zweiten Platz.